# Northern Fury Football Club
Il Northern Fury Football Club fu un club calcistico australiano di Townsville, cittadina del Queensland settentrionale.
Fondato nel 2008 come North Queensland Fury Football Club per partecipare alla A-League, il massimo campionato nazionale australiano, ne disputò due stagioni prima di esserne esclusa per ragioni finanziarie.
Ricostituitasi nel 2013 come Northern Fury Football Club, cedette il titolo sportivo nel 2017 alla neoformata North Queensland United, che durò una sola stagione prima di cessare definitivamente l'attività.

## Storia
Il North Queensland Fury F.C. nacque nel 2008 e fu ammesso all'ampliata A-League 2009-10, aperta a ulteriori due squadre (oltre al Fury, anche al Gold Coast Utd).
Il terreno di gioco prescelto fu il Willows Sports Complex, all'epoca utilizzato in esclusiva dal club di rugby a 13 del North Queensland Cowboys.
Tra gli acquisti di rilievo del club figurò l'allora trentatreenne Robbie Fowler, internazionale inglese e già stella del Liverpool che, a livello individuale, al primo anno nel club realizzò 9 goal in campionato.
Il campionato d'esordio vide la squadra terminare al 7º posto finale su 10 partecipanti, e l'anno successivo all'ultimo di undici partecipanti.
Non potendo coprire, per la stagione 2011-12, il 50% di un debito di 3000000 AUD per iscriversi al campionato, il 1º marzo 2011 fu escluso dalla competizione.

### Northern Fury Football Club (dal 2012)
Il 3 ottobre 2012 il club è stato ufficialmente rifondato, ripartendo dalla National Premier League Queensland e conservando il vecchio logo societario.